# VART
VART（ヴァート）は、日本のレーシングチーム。「Voice Actors Racing Team（ヴォイスアクターズレーシングチーム）」の略称。

## 概要
声優界初となるレーシングチームとして2019年11月2日に結成を発表。
プロドライバーで様々なメディアで活動をしている武井寛史が発起人となり、本格的な耐久レースへの出場を目指し発足。
カーマニアでカートレースの経験を持つ音響監督の三間雅文と声優の三木眞一郎を中心とした5名のメンバーで構成。
参戦マシンはトヨタ86で、製作はブリッツが担当。
2021年からはオートマティック車を駆る「BLACK VART」との対決が行われた。
2023年3月16日、公式サイトにて2シーズンの活動をもって役目を終えることとなり、活動を正式にいったん終了すると発表。
なお、活動終了後の同年9月15日公開の映画『グランツーリスモ』の吹替版ではメンバー4人が参加しているほか、同年10月より放送される『MFゴースト』にはメンバー全員が参加している。

## メンバー
VART
- 三木眞一郎（キャプテン）
- 浪川大輔（副キャプテン）
- 石川界人
- 畠中祐

BLACK VART
- 関智一（キャプテン）
- 神谷浩史（副キャプテン）
- 小野大輔
- 三間雅文（総監督）

## 参戦レース
- 富士7時間耐久レース（2020年1月18日,19日、富士スピードウェイ）[3]
- エビススーパー耐久レース（2020年8月1日、エビスサーキット）[4]

## テレビ
VART -声優たちの新たな挑戦-（2020年8月2日 - 10月18日、ANIMAX）
| 2020年 | 2020年   | 2020年                                            | 2020年                             | 2020年       |
| 回     | 放送日   | サブタイトル                                      | 出演                               | ナレーション |
| ------ | -------- | ------------------------------------------------- | ---------------------------------- | ------------ |
| 1      | 8月2日   | いかにして声優レーシングチームは生まれたか        | 三間・三木・浪川・石川・畠中       | 諏訪部順一   |
| 2      | 8月9日   | VART始動！走り出すメンバーたち                    | メンバー                           | 古谷徹       |
| 3      | 8月16日  | スキルとセンス そして度胸！サーキットに臨むVART!! | メンバー                           | 古川登志夫   |
| 4      | 8月23日  | 新たなメンバーが参戦!? 進化するVART!!             | メンバー・神谷                     | 梶裕貴       |
| 5      | 8月30日  | さらなる飛躍へ！共鳴し合うVARTメンバー!!          | メンバー                           | 矢尾一樹     |
| 6      | 9月6日   | VARTマシン完成！巨大サーキットに挑むメンバー!!    | メンバー                           | 小野大輔     |
| 7      | 9月13日  | 難関に挑むメンバー！サーキットを激走するVART号!!  | メンバー                           | 神谷浩史     |
| 8      | 9月20日  | 2020年の挑戦!!初レースを駆けるVART！              | メンバー                           | 鈴村健一     |
| 9      | 9月27日  | 新たな目標へ前進!!合宿に集うVARTメンバー！        | メンバー・関智一(スペシャルゲスト) | 小西克幸     |
| 10     | 10月4日  | 波乱のVART合宿！闘志を昇華させるメンバー!!        | メンバー                           | 小野賢章     |
| 11     | 10月11日 | 目標レースに挑戦！巻き起こるVART最大の危機!!      | メンバー                           | 関智一       |
| 12     | 10月18日 | VART最後の激走！5人の想いがサーキットを駆ける!!   | メンバー                           | 諏訪部順一   |

VART -声優たちの新たな挑戦- season2（2021年9月11日 - 11月27日、ANIMAX）
| 2021年 | 2021年   | 2021年                                       | 2021年       | 2021年 |
| 回     | 放送日   | 出演                                         | ナレーション |        |
| ------ | -------- | -------------------------------------------- | ------------ | ------ |
| 1      | 9月11日  | 三間・三木・畠中・関                         | 諏訪部順一   |        |
| 2      | 9月18日  | 三間・三木・石川・畠中・関                   | 古谷徹       |        |
| 3      | 9月25日  | 三間・三木・浪川・石川・畠中・関・神谷       | 古谷徹       |        |
| 4      | 10月2日  | 三間・三木・浪川・神谷                       | 中村悠一     |        |
| 5      | 10月9日  | 三間・三木・浪川・畠中・関・神谷・小野       | 中村悠一     |        |
| 6      | 10月16日 | 三間・三木・畠中・関・小野                   | 古川登志夫   |        |
| 7      | 10月23日 | 三間・三木・畠中・関・小野                   | 古川登志夫   |        |
| 8      | 10月30日 | 三間・三木・石川・畠中・関・小野             | 内田雄馬     |        |
| 9      | 11月6日  | 三間・三木・石川・畠中・関・小野             | 内田雄馬     |        |
| 10     | 11月13日 | 三間・三木・浪川・石川・畠中・関・小野       | 梶裕貴       |        |
| 11     | 11月20日 | 三間・三木・浪川・石川・畠中・関・神谷・小野 | 梶裕貴       |        |
| 12     | 11月27日 | 三間・三木・浪川・石川・畠中・関・神谷・小野 | 諏訪部順一   |        |

## 関連商品

### DVD
| タイトル | 発売日         | 収録回  |
| -------- | -------------- | ------- |
| DVD1巻   | 2020年10月28日 | #1 - 3  |
| DVD2巻   | 2020年11月25日 | #4 - 6  |
| DVD3巻   | 2020年12月23日 | #7 - 9  |
| DVD4巻   | 2021年1月27日  | #10 -12 |

## イベント
- VARTファンミーティング（2020年11月21日・28日）